# Unione Sportiva Latina Calcio
Unione Sportiva Latina Calcio (conhecido simplesmente por Latina) é um clube de futebol sediado em Latina, na Itália.
Atualmente disputa a Série C, correspondente à terceira divisão italiana. Manda seus jogos no Estádio Domenico Francioni.

## História
Foi fundado em 1945. Foi rebatizado como Associazione Sportiva Latina em 1996, e foi novamente refundado em 2007 e 2009, agora com o nome de Unione Sportiva Latina Calcio.

## Títulos
- Coppa Italia Lega Pro: 1 (2013)[2]

## Links
- Site oficial (em italiano)